# Artur Taymazov
Artur Taymazov est un lutteur ouzbek d'origine ossète, né le 20 juillet 1979 à Ordjonikidze (aujourd'hui Vladikavkaz) en Ossétie du Nord.

## Carrière sportive
Il s'impose trois fois consécutivement de lutte libre de sa catégorie (moins de 120 kg), à Athènes en 2004, à Pékin en 2008 et à Londres. Il est le sportif ouzbek le plus médaillé aux Jeux olympiques. Après sa victoire à Pékin, son pays l'a décoré de l'ordre Buyuk Hizmatlari Uchun (« pour services exceptionnels »). Toutefois, le 5 avril 2017, le CIO annonce sa disqualification pour dopage des Jeux de Pékin 2008 neuf ans plus tard, à la suite de la ré-analyse de ses échantillons où son révélés la présence de déhydrochlorméthyltestostérone (turinabol) et de stanozolol. Le 23 juillet 2019, il est aussi disqualifié des Jeux de Londres 2012 et perd une autre médaille d'or, après que le même produit (oral-turinabol) a été découvert dans ses échantillons ré-analysés. Artur Taymazov ne compte donc plus à ce stade qu'une médaille d'or olympique. 
C'est le frère de Tymur Taymazov, champion olympique ukrainien.

## Carrière politique
Depuis 2016, Artur Taymazov siège à la Douma (chambre basse du parlement russe) comme élu du parti pro-gouvernemental Russie unie, dont il dirige par ailleurs la branche régionale d'Ossétie du Nord.  
Le 19 juillet 2018, il vote en faveur du très impopulaire projet de réforme des retraites (ru) qui prévoit de repousser l'âge légal de départ à la retraite (inchangé depuis 1932) de 8 ans pour les femmes (63 contre 55) et de 5 ans pour les hommes (65 contre 60),.
Le 15 février 2022, Artur Taymazov fait partie des 351 députés de la Douma à voter en faveur de la résolution n°58243-8 demandant au président Vladimir Poutine de reconnaître diplomatiquement les républiques populaires de Donetsk et de Lougansk. À ce titre, il est sanctionné par l'Union européenne le 23 février 2022 (soit le surlendemain de l'acceptation de la demande de la Douma). Depuis cette date, il ne peut plus voyager dans l'UE, en recevoir de l'argent et ses avoirs potentiels y sont gelés.

## Palmarès
- Jeux olympiques
  -  Médaille d'argent en lutte libre dans la catégorie des moins de 130 kg en 2000
  -  Médaille d'or en lutte libre dans la catégorie des moins de 120 kg en 2004
  -  Médaille d'or en lutte libre dans la catégorie des moins de 120 kg en 2008
  -  Médaille d'or en lutte libre dans la catégorie des moins de 120 kg en 2012

- Championnats du monde
  -  Médaille d'argent en lutte libre dans la catégorie des moins de 130 kg en 2001
  -  Médaille d'or en lutte libre dans la catégorie des moins de 120 kg en 2003
  -  Médaille d'or en lutte libre dans la catégorie des moins de 120 kg en 2006
  -  Médaille de bronze en lutte libre dans la catégorie des moins de 120 kg en 2007

- Championnats d'Europe
  -  Médaille de bronze en lutte libre dans la catégorie des moins de 97 kg en 2000
  -  Médaille d'or en lutte libre dans la catégorie des moins de 130 kg en 2001

- Jeux asiatiques
  -  Médaille d'or en lutte libre dans la catégorie des moins de 120 kg en 2002
  -  Médaille d'or en lutte libre dans la catégorie des moins de 120 kg en 2006
  -  Médaille d'or en lutte libre dans la catégorie des moins de 120 kg en 2010

- Championnats asiatiques
  -  Médaille d'or en lutte libre dans la catégorie des moins de 130 kg en 2000
  -  Médaille d'or en lutte libre dans la catégorie des moins de 120 kg en 2011